# Шта радимо сакривени
Шта радимо сакривени (енгл. What We Do in the Shadows) новозеландски је псеудодокументарни хорор филм са елементима црног хумора из 2014. године, редитеља и сценариста Џемејна Клемента и Таике Ваититија, прво остварење у истоименој франшизи. Поред Клемента и Ваититија, у главним улогама су Џонатан Браг, Кори Гонзалес-Макуер, Сту Рутерфорд и Бен Френшам. Радња прати групу вампира у Велингтону.
Филм је премијерно приказан 19. јануара 2014, на Филмском фестивалу Санденс. Зарадио је 7,3 милиона долара и добио веома позитивне оцене критичара. На сајту Ротен томејтоуз оцењен је са 96%. Био је номинован за 44 награде на различитим филмским фестивалима, од чега је освојио 26. Међу њима се издваја номинација за Награда Сатурн за најбољи хорор филм, коју је изгубио од Гримизног врха. Џемејн Клемент је своју улогу базирао на перформансу Гарија Олдмана у филму Брем Стокеров Дракула (1992).
У марту 2019. са емитовањем је почела истоимена ТВ серија.

## Радња
Екипа документарца прати четири вампира цимера — Вијага, Владислава, Дикона и Питера — који деле стан у Велингтону. Они поседују натприродне моћи, које укључују левитацију и способност трансформације у животиње. Вијаго је 379-годишњи денди који је први пут дошао на Нови Зеланд 1910-их у потрази за Кетрин, љубављу свог живота; Владислав је 862-годишњак познат као „Владислав Набијач”, кога прогоне сећања на свог непријатеља „Звер”; а Дикон је 183-годишњи бивши трговац и „млади бунтовник” у групи; Питер је повучени вампир стар 8.000 година.
Сваке ноћи, Вијаго, Владислав и Дикон одлазе аутобусом у град како би нашли своје жртве. Диконова фамилијарка, Џеки, обавља послове за вампире и чисти крв која остаје након њихових оброка. Као удата мајка, Џеки се нада да ће достићи бесмртност, али је фрустрирана што Дикон стално одлаже да је претвори у вампира. Дикон тражи да Џеки доведе девице у њихов стан како би могли да се нахране њима. Она им доводи жену која ју је вређала у основној школи и свог бившег дечка Ника. Иако ниједно од њих двоје заправо није девица, жена је убијена, а Ника, који је успео да им побегне, хвата Питер и претвара у вампира.
Два месеца касније, вампири прихватају Ника у своју групу и повезују се са његовим људским пријатељом Стуом, рачунарским аналитичарем који их упознаје са модерном технологијом. Вијаго користи интернет да пронађе Кетрин, сада 96-годишњу удовицу која живи у дому за пензионере у Велингтону, а такође се накратко поново повезује са својим старим слугом Филипом.
Упркос томе што може да уведе своје нове пријатеље у популарне барове и клубове, Ник се бори да се прилагоди животу вампира. Дикон такође презире Ника, и љути се на Никову новопронађену популарност и његово немарно откривање свог вампиризма странцима које среће. Један од ових странаца, ловац на вампире, упада у њихов стан у подруму током дана и убија Питера излажући га сунчевој светлости.
Вампири побесне када открију да је Ник индиректно изазвао Питерову смрт, а Дикон покушава да убије Ника пре него што га прекине полиција која им је дошла на врата, али их Вијаго хипнотише да не примете ништа необично. Када полиција оде, преостали вампири протерују Ника из свог стана, премда Стуу дозвољавају да дође кад год пожели.
Неколико месеци касније, вампири добијају позивницу на годишњи Несвети маскенбал, који се организује за локалне вампире, зомбије и вештице. Владислав одбија да дође пошто је сазнао да ће „Звер” бити почасни гост. Када Вијаго и Дикон стигну на маскенбал, затекну Ника, Стуа и Џеки, коју је Ник претворио у вампира. Открива се да је „Звер” Владиславова бивша девојка Полин, а када се открије да су Сту и сниматељска екипа живи људи, гости забаве прете да ће их убити и нахранити се њима. Владислав стиже и потуче се са Полининим новим дечком Џулијаном. Сту набија Џулијана на јарбол за заставу, а вампири и сниматељска екипа побегну са њим, само да би наишли на ривалски чопор вукодлака који се трансформишу под пуним месецом. Сту и један од камермана су нападнути. Верујући да је Сту мртав, вампири беже и тугују за њим.
После неодређеног времена, Ник се враћа у стан са Стуом, који открива да је преживео напад и трансформисао се у вукодлака. На Стуов наговор, чопор вукодлака посећује вампире заједно са Стуом, а Нику је поново дозвољено да уђе. Иако уплашен, Дикон позива чопор вукодлака унутра. Вијаго се поново повезује и оживљава своју романсу са Кетрин, коју претвара у вампира. Сцене током одјавне шпице откривају да се Владислав поново зближио са Полин; а Џекин муж јој сада служи као фамилијар. Сцена после одјавне шпице приказује Дикона како покушава да хипнотише публику да заборави догађаје из филма.

## Улоге
| Глумац               | Улога                                  |
| -------------------- | -------------------------------------- |
| Таика Ваитити        | Вијаго вон Дорна Шмартен Шеден Химбург |
| Џемејн Клемент       | Владислав „Набијач”                    |
| Џонатан Браг         | Дикон Брук                             |
| Бен Френшам          | Питер                                  |
| Кори Гонзалес-Макуер | Ник                                    |
| Сту Рутерфорд        | Сту                                    |
| Џеки ван Бик         | Џеки                                   |
| Рис Дарби            | Антон                                  |
| Етел Робинсон        | Кетрин Химбург                         |
| Елена Стејко         | Полина                                 |
| Џејсон Хојт          | Џулијан                                |
| Карен О'Лири         | полицајка О'Лири                       |
| Мајк Миног           | полицајац Миногк                       |